# 米哈伊利夫卡 (捷爾諾波爾區)
49°16′6″N 25°16′32″E / 49.26833°N 25.27556°E
米哈伊利夫卡（羅馬化：Mykhailivka）是位於烏克蘭西部的村莊，由捷爾諾波爾州捷爾諾波爾區的皮德海齊市鎮負責管轄。該村面積6.7平方公里，海拔高度370米，2001年人口114，人口密度每平方公里17人。